# Glenea albofasciolata
Glenea albofasciolata é uma espécie de besouro da família Cerambycidae. Foi descrito por Stephan von Breuning em 1956. É encontrada na península da Malásia.